# El Galactico
El Galactico è il decimo album in studio del gruppo musicale italiano Baustelle, pubblicato il 4 aprile 2025.

## Descrizione
Il titolo dell'album è stato scelto dal frontman della band, Francesco Bianconi, prendendo ispirazione dal nome di un locale milanese di tacos; questo è risultato essere un elemento di forte indirizzo per il sound del disco. Le sonorità infatti richiamano molto quelle californiane degli anni 60, con particolare riferimento a band come i Beach Boys, i Mamas and Papas, i Buffalo Springfield e in generale la musica prodotta tra il 1965 e il 1967 in California. 
A livello tematico, invece, l'album presenta molta attinenza col presente: argomenti ricorrenti sono l'ambiente, la musica contemporanea, i problemi dei giovani, la sessualità, tutto fortemente permeato da un senso di spoliazione e liberazione rispetto ai mali della società e della vita. 
La traccia Filosofia di Moana si riferisce alla vita della nota pornoattrice Moana Pozzi, immaginandola negli ultimi istanti di vita; al riguardo così ha dichiarato Bianconi: 
(Francesco Bianconi intervistato per il Fatto Quotidiano)

## Tracce
Testi di Francesco Bianconi.
1. Pesaro – 3:16 (musica: Francesco Bianconi, Alberto Bazzoli, Milo Scaglioni)
2. Spogliami – 3:19 (musica: Francesco Bianconi, Diego Palazzo, Federico Nardelli)
3. Canzone verde, amore tossico – 3:21 (musica: Francesco Bianconi, Claudio Brasini, Federico Nardelli, Alberto Bazzoli)
4. Filosofia di Moana – 3:21 (musica: Francesco Bianconi, Alberto Bazzoli)
5. Una storia – 3:27 (musica: Francesco Bianconi, Rachele Bastreghi)
6. L'imitazione dell'amore – 3:50 (musica: Francesco Bianconi)
7. L'arte di lasciar andare – 2:51 (musica: Francesco Bianconi, Claudio Brasini, Federico Nardelli, Milo Scaglioni)
8. Per sempre – 1:31 (musica: Francesco Bianconi, Claudio Brasini, Milo Scaglioni)
9. Giulia come stai – 4:08 (musica: Francesco Bianconi, Claudio Brasini, Lorenzo Fornabaio)
10. Lanzarote – 2:32 (musica: Francesco Bianconi, Rachele Bastreghi)
11. La nebbia – 2:41 (musica: Francesco Bianconi, Claudio Brasini, Federico Nardelli, Alberto Bazzoli)
12. Non è una fine – 2:28 (musica: Francesco Bianconi, Claudio Brasini, Federico Nardelli, Alberto Bazzoli)

## Formazione
Hanno partecipato alle registrazioni, secondo le note di copertina:
Gruppo
- Francesco Bianconi – voce, cori, kazoo, organo, sintetizzatore, mellotron
- Rachele Bastreghi – voce, cori
- Claudio Brasini – chitarra elettrica

Altri musicisti
- Federico Nardelli – batteria, percussioni, basso elettrico, chitarra (elettrica, acustica e baritona), organo, sintetizzatore, pianoforte, pianoforte elettrico, mellotron, cori
- Alberto Bazzoli – organo, organo Hammond, sintetizzatore, mellotron, clavicembalo, vibrafono, glockenspiel, pianoforte, pianoforte elettrico
- Lorenzo Fornabaio – chitarra elettrica, cori
- Julie Ant - batteria, percussioni, cori
- Milo Scaglioni – basso elettrico, cori
- Enrico Gabrielli – flauto, sax, clarinetto
- Davide Albrici – tromba, trombone
- Dario Romano – fagotto
- Luca Tognon – oboe
- Feyzi Brera – violino, viola
- Budapest Art Orchestra – archi

## Classifiche
| Classifica (2025) | Posizione massima |
| ----------------- | ----------------- |
| Italia            | 4                 |